# Garnakar
Çormanlı
Garnakar (en arménien Գառնաքար, en azéri Çormanlı) est une communauté rurale de la région de Martakert, au Haut-Karabagh. Elle compte 124 habitants en 2005.